# 호수로 (부천시)
호수로(Hosu-ro)는 경기도 부천시 원미구 상동에 있는 도로로, 총 연장은 522m이다. 당 도로명은 '호수마을'이라는 명칭을 인용하는 것에서 유래되었다.

## 역사
- 2009년 11월 12일 : 도로명으로 호수로를 고시

## 지리

### 주요 경유지
- 부천시
  - 상동

### 접촉하는 도로
- 도약로
- 상동로

## 특이 사항
- 주변에 있는 시설들은 마땅한 장소가 거의 없으며 해당 도로를 통과하는 지점 근처에는 '푸른솔어린이공원'이 위치한다.
- 도로의 선형이 인천광역시 계양구에 있는 계양문화로와 비슷한 선형을 가진다.